# Lestes concinnus
Lestes concinnus là loài chuồn chuồn trong họ Lestidae. Loài này được Hagen in Selys mô tả khoa học đầu tiên năm 1862.

## Hình ảnh

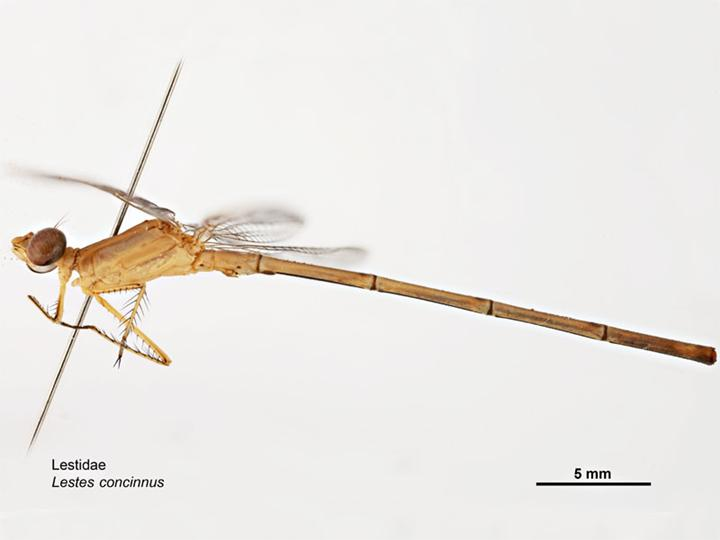
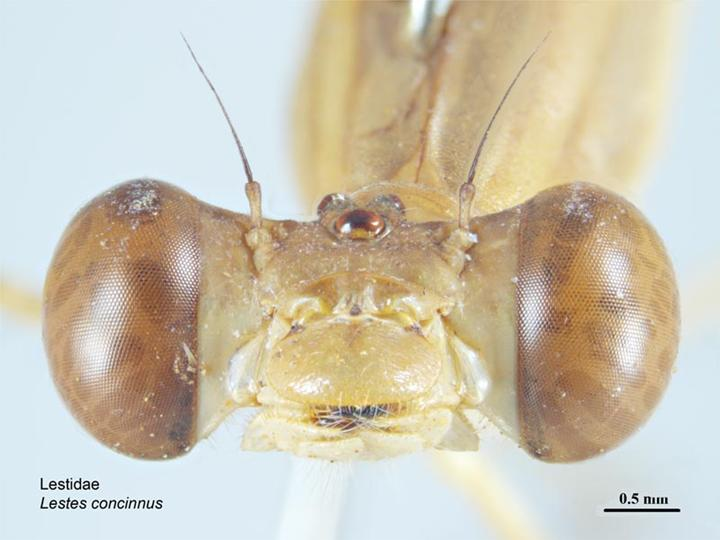
Head
Wing vein diagram right forewing
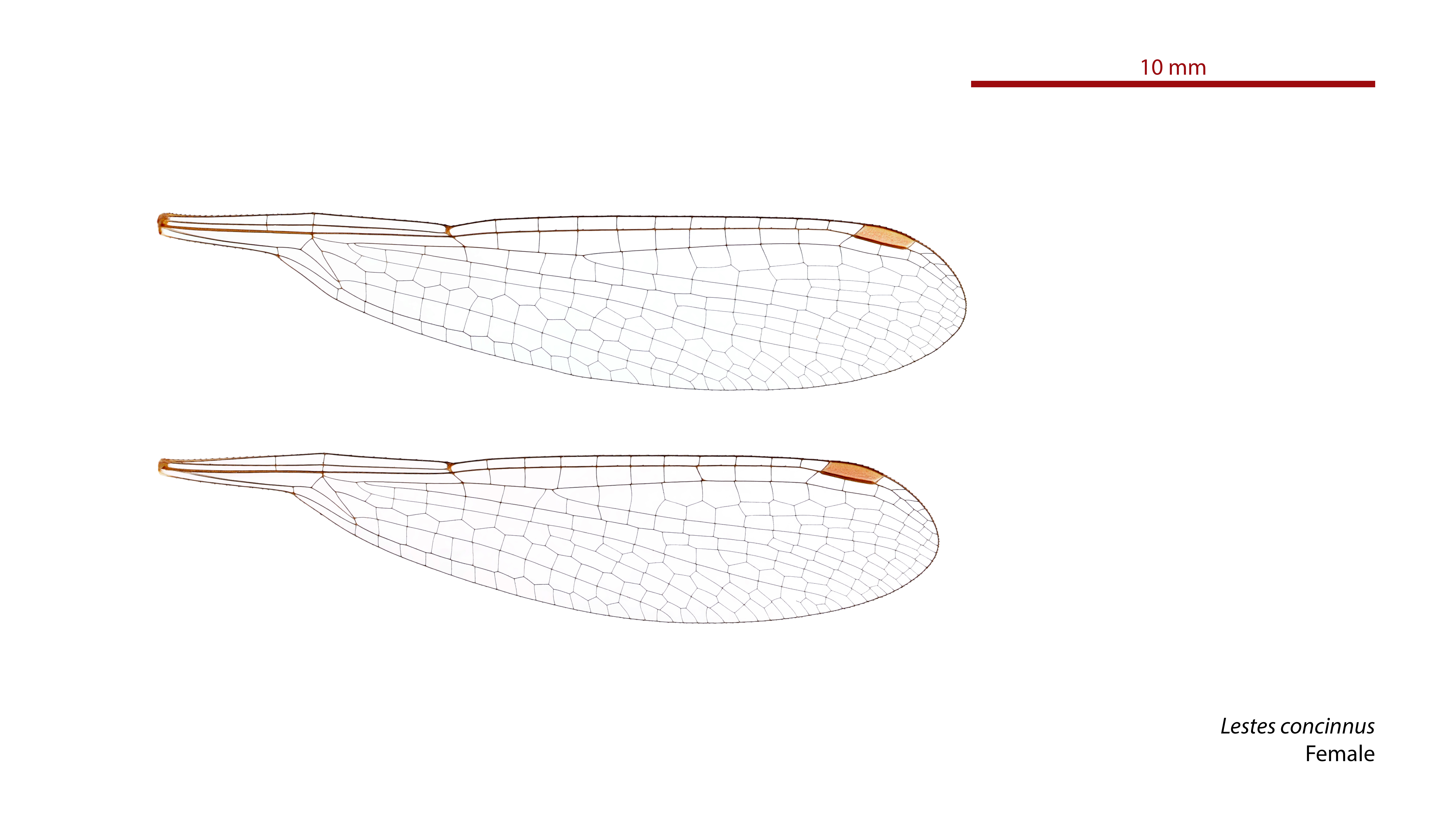
Photo of female wings
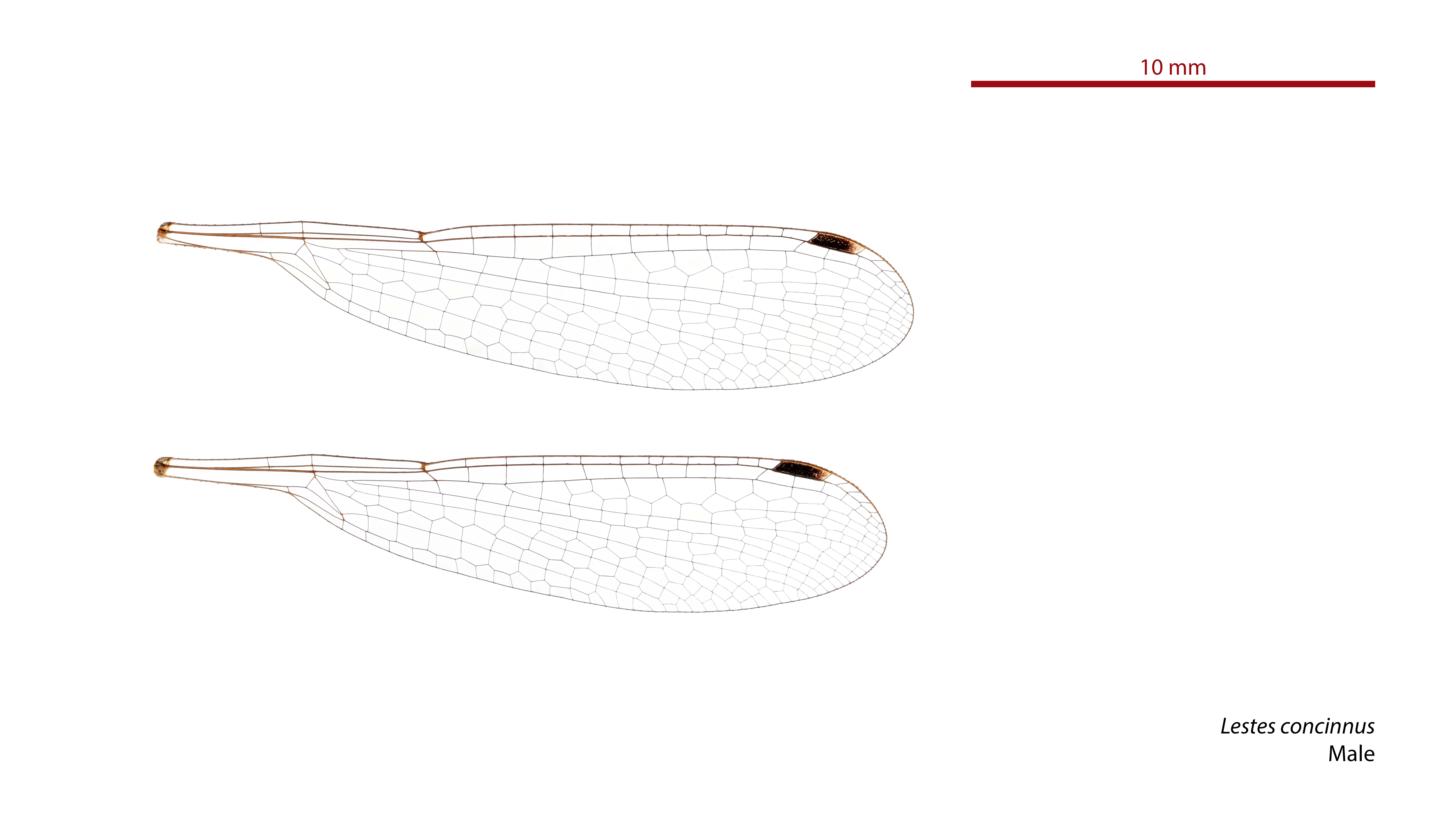
Photo of male wings
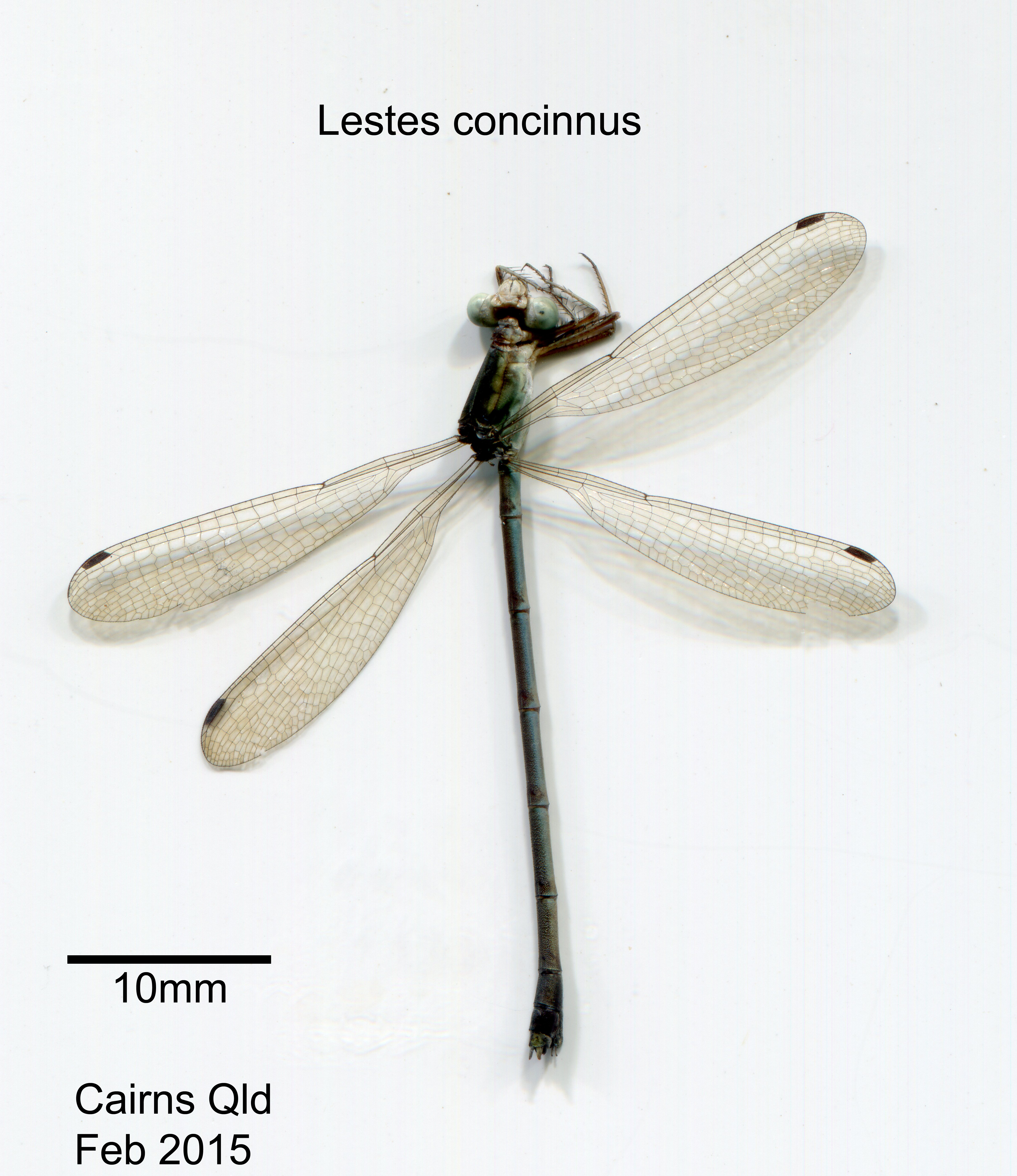